# Tourrettieae
Tourrettieae G.Don, 1838 è una tribù di piante Spermatofite Dicotiledoni appartenenti alla famiglia Bignoniaceae (ordine delle Lamiales).

## Etimologia
Il nome della tribù deriva dal suo genere più importante (Tourrettia Foug., 1784) il cui nome è stato dato in ricordo del naturalista francese e scrittore Marc Antoine Louis Claret de la Tourrett (1729-1793).  Il nome scientifico della tribù è stato definito per la prima volta dal botanico scozzese George Don (1798 – 1856) nella pubblicazione "A General History of the Dichlamydeous Plants: comprising complete descriptions of the different orders; together with the characters of the genera and species, and an enumeration of the cultivated varieties...London"  (4: 215, 231. 1837-8) del 1838.

## Descrizione
- Il portamento delle specie di questa tribù è di tipo suffruticoso o erbaceo rampicante. Sono presenti delle ghiandole tra picciolo e picciolo, mentre le protuberanze e le pseudostipole  (presenti in altre specie di questa famiglia) sono assenti. Sono presenti anche iridoidi e glicosidi fenolici.[5][6][7]
- Le foglie a disposizione opposta sono del tipo bi-tri-pennato (Eccremocarpus) o bi-ternate (Tourrettia), ossia doppiamente composte. Sono presenti anche viticci ramificati.
- Le infiorescenze ascellari o terminali in genere sono costituite da pochi/molti fiori raccolti in racemi bratteali (con brattee).
- I fiori sono ermafroditi, zigomorfi e tetraciclici (ossia formati da 4 verticilli: calice– corolla – androceo – gineceo) e più o meno pentameri (ogni verticillo ha 5 elementi).

- Formula fiorale: per queste piante viene indicata la seguente formula fiorale:

* K (5), [C (2 + 3), A (2 + 2 + 1)], G (2), supero, capsula
- Il calice, gamosepalo, è composto da 5 sepali irregolarmente connati.

- La corolla, gamopetala, campanulata, è composta da 5 petali connati in modo bilabiato; delle due labbra quella superiore ha due lobi, mentre quella inferiore è formata da tre lobi.

- L'androceo è formata da 4 stami didinami. Gli staminoidi sono assenti. Le antere, glabre, sono a due teche parallele o divaricate; i filamenti degli stami sono attaccati (adnati) al tubo corollino. I granuli pollinici sono di vario tipo, in alcuni casi sono dispersi in tetradi o poliadi.

- Il gineceo ha un ovario supero uniloculare (Eccremocarpus) con placentazione parietale, oppure a 4 loculi con placentazione assile ("Tourrettia"). Il nettare forma un anello discoide attorno all'ovario. Lo stilo è bilobato (a 2 stigmi sensitivi che si chiudono immediatamente a contatto con l'impollinatore) ed è alquanto più lungo degli stami. Gli ovuli per loculo sono numerosi e multiseriati in genere di tipo anatropo; hanno un tegumento e sono tenuinucellati (con la nocella, stadio primordiale dell'ovulo, ridotta a poche cellule).

- I frutti sono delle capsule con deiscenza bivalve molto allungate (la forma è una grossa siliqua cilindrica). I semi sono numerosi, piccoli, alati e privi di endosperma. I cotiledoni sono profondamente bilobati.

## Riproduzione
- Impollinazione: l'impollinazione avviene tramite insetti come le api/farfalle/lepidotteri (impollinazione entomogama).
- Riproduzione: la fecondazione avviene fondamentalmente tramite l'impollinazione dei fiori (vedi sopra).
- Dispersione: i semi cadendo (dopo aver eventualmente percorso alcuni metri a causa del vento - dispersione anemocora) a terra sono dispersi soprattutto da insetti tipo formiche (disseminazione mirmecoria).

## Distribuzione e habitat
La distribuzione delle specie di questa tribù è unicamente sud-americana.

## Tassonomia
La famiglia di appartenenza di questa tribù (Bignoniaceae) comprende circa 850 specie con oltre un centinaio di generi con una distribuzione soprattutto neotropicale (solo poche specie di questa famiglia: 2 - 3 sono presenti nella flora spontanea italiana). La tribù Tourrettieae è una delle 8 tribù nella quale attualmente è suddivisa la famiglia e comprende 2 generi con 6 specie.

### Filogenesi

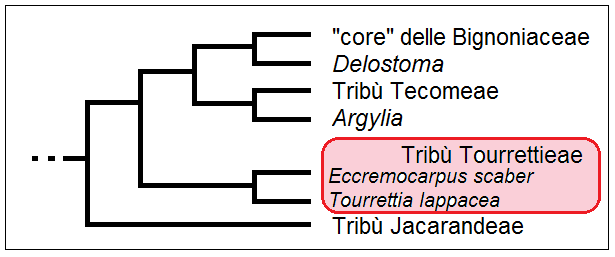
Cladogramma della tribù

Una recente ricerca di tipo filogenetico ha suddiviso la famiglia in 8 cladi principali. La tribù Tourrettieae ha una posizione basale nella famiglia: a parte la tribù Jacarandeae, è "gruppo fratello" del resto della famiglia. Questa tribù è sicuramente monofiletica e solo recentemente ha acquistato l'attuale circoscrizione: il genere Eccremocarpus veniva tradizionalmente descritto all'interno della tribù monospecifica Eccremocarpeae Hogg., 1858
Le specie di questa tribù condividono alcuni tratti caratteristici con le specie della tribù Jacarandeae (anch'essa in posizione basale) che li differenziano dalle altre tribù della famiglia Bignoniaceae, come le foglie doppiamente composte che potrebbe essere un tratto ancestrale dell'intera famiglia. Anche il tipo di polline presente nelle specie di questa tribù si presenta raramente nel resto della famiglia. Tuttavia l'assenza di staminoidi (presenti invece nelle Jacarandeae e nel resto della famiglia) rende l'attuale l'interpretazione evolutiva ancora incerta.
Il cladogramma a lato tratto dallo studio citato e semplificato, mostra la struttura filogenetica interna della tribù relativamente ai suoi due generi.

### Descrizione dei generi della tribù
Elenco dei generi attualmente descritti all'interno della tribù.
- Eccremocarpus Ruiz & Pav., 1977: circa 5 specie distribuite dalla Colombia al Cile. Caratteri principali: le infiorescenze solo laterali con pochi fiori; il calice, a consistenza membranosa, è diviso in 5 parti; la corolla è colorata di rosso o dall'arancio al giallo con punteggiatura verde, la forma è tubolare-diritta con piccoli lobi membranosi non riflessi; le antere hanno le teche parallele; l'ovario ha una forma ovoide contratta alla base con superficie squamosa; la superficie della capsula è liscia.
- Tourrettia Foug., 1787: una specie (Tourrettia lappacea (l'Herit.) Willd.) presente nella Cordigliera (dal Messico all'Argentina). Caratteri principali: le infiorescenze sono terminali con molti fiori; il calice è profondamente bilobato; la corolla è colorata da porpora a verdastro, ha una forma tubolare ed è bilabiata, diritta e membranosa; le teche delle antere sono diritte; l'ovario ha una forma ovoide ed è densamente tubercolato, gli ovuli sono multiseriati per ogni loculo; la superficie della capsula è ricoperta da spine uncinate.